# Тенево (Пензенская область)
Тенево — деревня в Вадинском районе Пензенской области России. Входит в состав Большелукинского сельсовета.

## География
Деревня находится в северо-западной части Пензенской области, в пределах восточной окраины Окско-Донской низменности, в лесостепной зоне, на левом берегу реки Вад, вблизи места впадения в неё реки Тенево, на расстоянии примерно 5 километров (по прямой) к западу от села Вадинска, административного центра района. Абсолютная высота — 140 метров над уровнем моря.
Климат
Климат характеризуется как умеренно континентальный. Средняя температура воздуха самого холодного месяца (января) составляет −11,5 °C (абсолютный минимум — −44 °С); самого тёплого месяца (июля) — 19,5 °C (абсолютный максимум — 38 °С). Продолжительность безморозного периода составляет 133 дня. Годовое количество атмосферных осадков — 467 мм. Снежный покров держится в среднем 141 день.

## История
Сельцо Усть-Тенево упоминается в 1739 году как владение Тимофея Яковлевича Енголычева.
По состоянию на 1911 год в деревне, относившейся к Ртищевской волости Керенского уезда, имелись: одно крестьянское общество, 145 дворов, шерсточесалка и две лавки. Население села того периода составляло 941 человек. По данным 1955 года в Теневе располагалась бригада колхоза «Путь к коммунизму».

## Население
| 2010 |
| ---- |
| 119  |

Половой состав
По данным Всероссийской переписи населения 2010 года в гендерной структуре населения мужчины составляли 48,7 %, женщины — соответственно 51,3 %.
Национальный состав
Согласно результатам переписи 2002 года, в национальной структуре населения русские составляли 99 % из 155 чел.

## Улицы
Уличная сеть деревни состоит из трёх улиц:
- ул. Выселки
- ул. Колхозная
- ул. Молодёжная